# Загорка
Вижте пояснителната страница за други значения на Загорка.
Загорка е търговска марка българска бира, тип лагер, която се произвежда от пивоварната „Загорка“АД, гр.Стара Загора, собственост на международната пивоварна компания „Хайнекен“.

## Характеристика и асортимент
„Загорка“ е стратегическа марка в портфолиото на „Загорка“АД, и има дял от 50% от общите продажби на компанията. Бирата е в производство от 1958 г.
„Загорка“ е висококачествена лагер бира, основните съставки на която са ечемичен малц, вода, хмел и мая. Отличава се със светлозлатист цвят, умерена карбонизация, свеж вкус, с лек аромат на малц и хмел. Предлага се на пазара в стъклени бутилки от 0,5 л., като и в PET-бутилки от 1 и 2 л.
Търговският асортимент на „Загорка“ включва следните търговски марки:
- „Загорка Специално“ – светла бира с екстрактно съдържание 11,4° P и алкохолно съдържание 5,0 % об.;
- „Загорка Голд“ – премийна светла бира с алкохолно съдържание 5,0 % об.;
- „Загорка Резерва“ – тъмна сезонна бира с екстрактно съдържание 14,5° P и алкохолно съдържание 6,0 % об.
- „Загорка Фюжън“ – светла сезонна плодова бира с алкохолно съдържание 2 % об. със сок от бяло грозде.

## Галерия
- Загорка Специално
- Загорка Резерва 2011
- Загорка Fusion (с гроздов сок)